# Регбі-15
Ре́гбі-15, регбі-ю́ніон (англ. rugby union, МФА: [ˈrʌɡ.bi ˈjuː.ni.ən]) або просто регбі — контактний командний вид спорту, що виник в XIX столітті в Англії, один з видів регбі-футболу. Гра в регбі породила численні суміжні види спорту, серед яких найбільш популярні регбіліг та регбі-7. Крім того, деякі елементи регбі були включені в правила американського і австралійського футболу і їхніх похідних.

## Правила гри
Регбійний матч є змаганням двох команд, кожна з яких представлена п'ятнадцятьма польовими гравцями. На лицьовій лінії поля знаходяться Н-подібні ворота, а за лицьовими лініями поля розташовані залікові зони команд. Основним завданням кожного з суперників є вчинення результативних дій, тобто ураження воріт (удар вище поперечки) або заніс м'яча в залікову зону опонента.
Правилами допускається дотик до м'яча руками, що й обумовлює головну відмінність регбі від футболу. При цьому на гру руками накладається обмеження: м'яч не може бути переданий руками, якщо в момент передачі її адресат знаходиться ближче до залікової зони суперника, ніж той хто пасує.

### Поле
Гра проводиться на прямокутному трав'яному полі розміром 100х70 метрів. До ліній, на яких розташовуються ворота, примикають прямокутні залікові зони завширшки від 10 до 22 метрів. Таким чином, максимальний розмір поля становить 144×70 метрів, а найбільша можлива площа ігрового майданчика дорівнює 1,008 га.
Розмітка поля включає ще кілька ліній, паралельних лицьовій. Особливе значення має лінія, що розділяє поле навпіл, і лінії, що розташовуються за 22 метри від обох ліній воріт.
Регбійні ворота мають Н-подібну форму і складаються з двох вертикальних стійок, що розташовуються на відстані 5,6 метрів одна від одної, та перекладини, яка зафіксована на висоті 3 метрів від землі.

### Час гри
Гра складається із двох таймів, що тривають по 40 хвилин чистого часу кожен. Між таймами гравці відпочивають протягом кількох хвилин (трохи більше п'ятнадцяти). Після перерви команди обмінюються сторонами поля]. Під час пауз, пов'язаних із наданням гравцям медичної допомоги або суддівською нарадою з того чи іншого спірного питання, ігровий час зупиняється. В результаті гравці проводять на полі понад 80 хвилин.